# Paolo Ciarchi
Paolo Ciarchi (Milano, 14 novembre 1942 – Milano, 16 maggio 2019) è stato un chitarrista italiano.

## Biografia
Paolo Ezio Ciarchi nacque - primo di quattro fratelli - a Milano il 14 novembre del 1942, e i suoi primi sfocati ricordi erano legati alle fughe nei rifugi sotto i bombardamenti. Suo nonno materno era il pittore scapigliato Luigi Conconi, il padre ingegnere gestiva una piccola ditta che consentiva alla famiglia di vivere tranquillamente. Studiò pittura all'Accademia di belle arti di Brera e architettura al Politecnico di Milano senza laurearsi.
Dai primi anni sessanta si appassionò alla chitarra, alla musica rock, al jazz e frequentò il nascente cabaret. In quel periodo strinse amicizia con Cochi e Renato, collaborò con Enzo Jannacci, con Milly e con la cantante canadese Jo Garsò. Cooptato nel Nuovo Canzoniere Italiano studiò il canto popolare e radicalizzò le proprie posizioni politiche, partecipando ad alcuni dei principali spettacoli (“Pietà l’è morta” 1964, “Ci ragiono e canto” 1966), accompagnando i cantori della tradizione e quelli della nuova canzone di protesta,  registrando numerosi brani. In particolare avviò (sovente insieme al fratello Alberto, anche lui chitarrista) una collaborazione con Ivan Della Mea destinata a durare tutta la vita. Nel 1964 conobbe Isabella Cagnardi - cantante, attrice e cineasta - che sposò nel 1967, anno in cui nacqe il figlio Giordano.
A partire dal 1966 collaborò come attore e musicista in scena agli spettacoli di Dario Fo, collaborando alla composizione di alcune canzoni, fra le quali Ho visto un re.
Nel 1972 iniziò a frequentare i musicisti della nuova scena del jazz e si affrancò sempre più dalla chitarra, studiando l’improvvisazione e il rumorismo di oggetti di uso comune: sedie, tubi, nastri adesivi e i più disparati utensili, da lui impiegati come percussioni, fiati ed altro.
Dalla seconda metà degli anni settanta lavorò in teatro - in particolare nelle produzioni del Teatro Pierlombardo (oggi Teatro Franco Parenti) - con Andrée Ruth Schammah e con Franco Parenti, divenendo una sorta di controfigura sonora degli spettacoli della maturità dell'attore milanese. Collaborò anche con Massimo Popolizio, Tino Schirinzi, Giuseppe Cederna, Giancarlo Sbragia e altri.
Negli anni ottanta si specializzò nelle colonne sonore di film e documentari scientifici per la Rai dove improvvisava direttamente in studio. Partecipò, come ospite fisso (muto ma sonoro), a una stagione del Maurizio Costanzo Show. Le sue esperienze confluirono nello spettacolo “Microconferenza di musicologia applicata”, una affabulazione sui temi della musica improvvisata, della rivoluzione e della filosofia ciarchiana (la “trialettica”, superamento dialettico della dialettica).
Negli ultimi anni, oltre a fare da collante nelle attività del Nuovo Canzoniere - “Canzoniere della rivolta”, “Mucchio selvaggio” -, collaborò ai dischi e agli spettacoli di Andrea Labanca e Alessio Lega.
Morì a Milano il 16 maggio del 2019.